# T. V. Olsen
T. V. Olsen, all'anagrafe Theodore Victor Olsen (Rhinelander, 25 aprile 1932 – Rhinelander, 13 luglio 1993), è stato uno scrittore statunitense di origine norvegese.

## Biografia
Andò a scuola a Rhinelander, sua città di nascita, e iniziò a scrivere durante le superiori il romanzo western Haven of the Hunted, che fu pubblicato nel 1956. Terminate le scuole superiori, frequentò il college a Stevens Point, nel Wisconsin. Dopo la pubblicazione del suo primo libro, Olsen scrisse varie storie western per diversi pulp magazine. Fin dal 1961 fece qualche viaggio nel west degli Stati Uniti ma visse tutta la sua vita a Rhinelander, facendo diverse ricerche di carattere storico sui nativi americani e per aiutarsi a ritrarre luoghi e situazioni tipici dei western.  
Nel 1970, sposò Jacqueline Brooks Michalek, per divorziare poco dopo. Per le sue ricerche, Olsen lesse il libro di Beverly Butler Feather in the Wind, pubblicato nel 1965 e ambientato nel 1832 in Wisconsin e le scrisse. La loro corrispondenza sfociò in una relazione e quindi in matrimonio nel 1976. 
Nel 1982, Claude Mesplède e Jean-Jacques Schleret hanno definito Olsen "una delle grandi rivelazioni del romanzo western degli ultimi 20 anni
Due dei suoi romanzi sono oggetto di adattamenti cinematografici. Nel 1968, The Stalking Moon  pubblicato nel 1965 fu adattato per lo schermo nel film omonimo  diretto da Robert Mulligan con Gregory Peck e Eva Marie Saint e uscito in italiano con il titolo La notte dell'agguato. Nel 1969, fu la volta di Soldier Blue  (Soldato blu)  diretto da Ralph Nelson con Candice Bergen e Peter Strauss.
Olsen scrisse anche una serie di saggi sulla storia della regione del Rhinelander. 
Morì a 61 anni, per un ictus nel 1993.

## Opere
- Haven of the Hunted, Ace Books 1956, poi Chivers Press 6/2000, ISBN 978-0-7540-3839-9
- The Man from Nowhere, Ace 1959, poi Chivers 3/1992, ISBN 978-0-7451-4515-0
- McGivern, Gold Medal Books 1960, poi Thorndike Press 4/2001, ISBN 978-0-7838-9412-6
  - Mc Givern, La Frontiera, 1981
- High Lawless, Fawcett 1960, poi Sagebush Westerns 7/2010, ISBN 978-0-7531-8518-6
- Gunswift, Fawcett Books 1960, poi Center Point Print 7/2006, ISBN 978-1-58547-795-1
- Brand of the Star, Fawcett Gold Medal 1961, poi Thorndike 4/2011, ISBN 978-1-4104-3589-7
- Ramrod Rider, Fawcett Gold Medal 1961, poi Center Point 9/2005, ISBN 978-1-58547-644-2
- Savage Sierra, Gold Medal 1963, poi Thorndike 3/1998, ISBN 978-0-7838-8420-2
  - Sierra selvaggia, La Frontiera, 1984
- A Man Called Brazos, Fawcett Gold Medal 1964, poi Gunsmoke Westerns 8/2005, ISBN 978-1-4056-8040-0
- Canyon of the Gun, Fawcett Gold Medal 1965, poi Gunsmoke 9/2007, ISBN 978-1-4056-8149-0
- The Stalking Moon, Doubleday 1965, poi Leisure Books 5/2010, ISBN 978-0-8439-4180-7
  - Salvaje, Longanesi, 1976, poi RCS 2016
- The Hard Men, Star Weekly Novel 1966, poi Gunsmoke 7/2001, ISBN 978-0-7540-8132-6
  - Gli spietati, Lo Vecchio, 1982
- Blizzard Pass, Fawcett 1/1968, poi Thorndike 10/2004, ISBN 978-0-7862-6704-0
- Soldier Blue a.k.a. Arrow in the Sun, Star Weekly 1970, poi Thorndike ISBN 978-0-7862-5718-8
  - Soldato blu, Longanesi, 1970 poi 1975
- The Burning Sky, Star Weekly 1/1971, poi Chivers 5/1998, ISBN 978-0-7451-8861-4
- A Man Named Yuma, Gold Medal 1/1971, poi Chivers 3/2011, ISBN 978-1-4084-9279-6
  - Yuma, La Frontiera, 1989
- Bitter Grass, Sphere Books 4/1971, ISBN 978-0-7221-6535-5
- There Was a Season, Doubleday 1972
- Summer of the Drums, Doubleday 1972
- Mission to the West, Ace 1/1973, poi Leisure 9/1997, ISBN 978-0-8439-4308-5
- Eye of the Wolf, Sphere 3/1973, ISBN 978-0-7221-6538-6
- Run to the Mountain, Fawcett Gold Medal 1/1974, poi Gunsmoke 11/2008, ISBN 978-1-4056-8228-2
- Starbuck's Brand, Belmont Tower 1974, poi Leisure 11/1997, ISBN 978-0-8439-4326-9
  - Il marchio degli Starbuck, Società editrice internazionale, 1973
- Day of the Buzzard, Fawcett Gold Medal 1/1976, poi Gunsmoke 1/2009, ISBN 1-4056-8232-9
- Westward They Rode, Ace 1/1976, poi Leisure 7/1996, ISBN 978-0-8439-4021-3
- Track the Man Down, Manor Books 1976, poi Leisure 10/1998, ISBN 0-8439-4369-6
- Bonner's Stallion, Fawcett Gold Medal 1/1977, poi Center Point May 2010, ISBN 978-1-60285-738-4
- Rattlesnake, Doubleday 2/1979, ISBN 978-0-385-14290-8
- The Lockhart Breed, Walker & Company 3/1982, ISBN 978-0-8027-4006-9
- Red is the River, Fawcett 1/1983, ISBN 978-0-449-12407-9
- Lazlo's Strike, Doubleday 1/1983, poi Gunsmoke 2/2010, ISBN 978-1-4084-6242-3
- Blood of the Breed, Ulverscroft Print 1/1985, ISBN 0-7089-1262-1
- Lonesome Gun, Fawcett 10/1985, ISBN 978-0-449-12808-4
- Blood Rage, Ballantine Books 6/1987, ISBN 978-0-449-13052-0
- A Killer is Waiting, Fawcett 2/1988, ISBN 978-0-449-13058-2
- Break the Young Land, Avon Books 1988, poi Center Point 9/2004, ISBN 1-58547-462-2
- Under the Gun, Fawcett 9/1989, ISBN 978-0-449-14621-7
- Keno, Chivers 4/1991, ISBN 978-0-7451-1336-4
- The Golden Chance, Fawcett 9/1992, ISBN 978-0-449-14803-7
- Deadly Pursuit, Thorndike 8/1995, ISBN 978-0-7862-0507-3, sequel di Golden Chance
- Treasures of the Sun, Five Star Publishing Westerns 11/1998, ISBN 978-0-7862-0995-8
- The Lost Colony, Five Star 9/1999, ISBN 978-0-7862-1582-9
- The Vanishing Herd, Five Star 5/2001, ISBN 978-0-7862-2113-4

Altri romanzi
- Brothers of the Sword, Berkley Books 1962 (Vikings)

### Antologie
- Lone Hand (Frontier Stories), Thorndike 6/1998, ISBN 978-0-7862-0761-9
- Man without a Past (Frontier Stories), Five Star 11/2001, ISBN 978-0-7862-2732-7

### Saggi
Serie "Rhinelander Country"
1. Roots of the North, Pineview Publishing 1979
2. Birth of a City, Pineview 1983
3. Our First Hundred Years, Pineview 1983

### Collaborazioni
War Whoop and Battle Cry, con Clifton Adams, Clay Fisher e Luke Short, a cura di Brian Garfield, Scholastic Corporation 1/1968

## Filmografia

### Storia originale per la televisione
- 1957:  Backtrail, episodio della serie americana I racconti del West (Dick Powell's Zane Grey Theater)  diretto da Christian Nyby

### Adattamenti
- 1968  La notte dell'agguato (The Stalking Moon ),  adattamento del romanzo The Wild Man, regia di Robert Mulligan con Gregory Peck e Eva Marie Saint
- 1970:  Soldato blu  (Soldier Blue), adattamento del romanzo omonimo; regia di Ralph Nelson con Candice Bergen  e Peter Strauss

## Premi
- Spur Award per The Golden Chance nel 1992[5]